# Faverges-Seythenex
Faverges-Seythenex è un comune francese situato nel dipartimento dell'Alta Savoia della regione Alvernia-Rodano-Alpi.

## Storia
È nato il 1º gennaio 2016 dalla fusione di precedenti comuni di Faverges e Seythenex.